# Номура Міцуґу
Номура Міцуґу (яп. 野村 貢, нар. 21 листопада 1956, Хоккайдо —) — японський футболіст, що грав на позиції захисника.

## Клубна кар'єра
Грав за команду Фудзіта.

## Виступи за збірну
Дебютував 1981 року в офіційних матчах у складі національної збірної Японії. У формі головної команди країни зіграв 12 матчів.

## Статистика
Статистика виступів у національній збірній.
| Збірна Японії | Збірна Японії | Збірна Японії |
| Роки          | Ігри          | голи          |
| ------------- | ------------- | ------------- |
| 1981          | 8             | 0             |
| 1982          | 4             | 0             |
| Усього        | 12            | 0             |